# Římskokatolická farnost Kovářská
Římskokatolická farnost Kovářská (německy Schmiedeberg) je zaniklé územní společenství římských katolíků v Černém Potoce (německy Pleil), na Kovářské, ve Výsadě (německy Lauxmühle; dnes část města Vejprt) a v okolí.

## Historie
Od roku 1755 byla v lokálie, která byla roku 1791 povýšena na farnost. Historicky patřila do pražské arcidiecéze až do roku 1993. Od 14. dubna 2003 byla sloučena s ostatními osmi farnostmi do farnosti Vejprty v plzeňské diecézi. Farnost Vejprty však byla přiřazena od 1. ledna 2013 na základě dekretu Kongregace pro biskupy k litoměřické diecézi.

## Duchovní správcové vedoucí farnost
Začátek působnosti jmenovaného v duchovní správě farnosti od:
- 1933 Georgius Kaas, farář, n. 14. 1. 1889 Sadl, o. 14. 7. 1912[2]
  - 1934 Georgius Walter, kaplan, n. Turschau 1. 9. 1906, o. 6. 7. 1930[3]